# مايك موراي
مايك موراي (14 مايو 1930 - ) (بالإنجليزية: Mike Murray)‏ هو لاعب كريكت بريطاني.